# Lokalise
Lokalise es un sistema de administración de traducciones y localización basado en la nube para equipos y agilizar procesos. La empresa fue fundada en Riga (Letonia) y ofreceteletrabajo; siendo todos sus empleados trabajadores remotos. Tiene más de 300 empleados de más de 25 países.

## Historia
Lokalise fue fundada en 2017 por Nick Ustinov y Petr Antropov. En 2020, la empresa recaudó sus primeros fondos, alcanzando los 6 millones de dólares después de 3 años desde que se fundó.
Los fundadores decidieron recaudar capital externo para acelerar el crecimiento de la empresa. Después de recaudar una de las mayores inversiones por primera vez para una nueva empresa fundada en Letonia, Lokalise se volvió completamente remota.
Desde 2020, Nick Ustinov es miembro del Consejo de Tecnología de Forbes.
En 2020, Accel nombró a la empresa una de las 100 principales empresas europeas de nube valoradas en menos de mil millones de dólares. 
En 2021, Sifted incluyó a Lokalise en la lista de las 21 nuevas empresas europeas de SaaS de VC que crecerán en 2021. La lista fue compilada por Bill Leaver de Sifted tras consultar con líderes de la industria como Evgenia Plotnikova, Ben Blume, Itxaso del Palacio, Carlos González-Cadenas y Dhruv Jain.
En otoño de 2023, Nick Ustinov anunció formalmente su transición al cargo de director de innovación, mientras que Sophie Krishnan asumió el cargo de directora ejecutiva.

## Producto
El software fue diseñado principalmente «para equipos tecnológicos que administran aplicaciones de iOS, Android, web, juegos, elementos del Internet de las cosas o contenido digital y software en general». Ha sido reconocido por su «editor colaborativo basado en web, proyectos multiplataforma y claves de localización, coincidencia automática de capturas de pantalla, numerosas opciones de integración y complementos», así como por sus funciones para ahorrar tiempo. Los usuarios típicos incluyen desarrolladores, gerentes de productos, proyectos y localización, diseñadores, especialistas en marketing, traductores y administradores de contenido.
En otoño de 2023, Lokalise había ampliado su base global de clientes a 3 000, originalmente atendiendo a más de 2000 clientes de 80 países. Algunos nombres de clientes destacados son Amazon, Gojek, Depositphotos, Revolut, Yelp, Virgin Mobile, y Notion.